# Anvik
Anvik – miasto w Stanach Zjednoczonych, w stanie Alaska, w okręgu Yukon–Koyukuk. 